# Lehigh (Iowa)
Pour les articles homonymes, voir Lehigh.
Lehigh est une ville, du comté de Webster en Iowa, aux États-Unis. Elle est incorporée le 10 février 1883.

## Source de la traduction
- (en) Cet article est partiellement ou en totalité issu de l’article de Wikipédia en anglais intitulé « Lehigh, Iowa » (voir la liste des auteurs).